# Отношения между Алжир и Русия
Отношенията между Алжир и Русия касаят двустранните отношения на двете държави. Руската федерация има едно посолство в град Алжир и едно консулство в Анаба, а Алжирското посолство се намира в Москва.
Двете страни са членки на Организацията на обединените нации (ООН), Международната организация на виното и лозите, Международния съвет за паметниците на културата и забележителните места (ИКОМОС), Международното движение на Червения кръст и Червения полумесец и на Форума на страните-износителки на газ.

## Сравнение между двете държави
|                                              | Алжирска народно-демократична република | Руска федерация                       |
| -------------------------------------------- | --------------------------------------- | ------------------------------------- |
| Площ (km²)                                   | 2 381 741                               | 17 098 242                            |
| Население                                    | 34 586 184                              | 141 927 297                           |
| Гъстота на населението (брой жители/km²)     | 15                                      | 8.4                                   |
| Столица                                      | Алжир                                   | Москва                                |
| Най-голям град                               | Алжир (2 947 446)                       | Москва (14 837 510)                   |
| Правителство                                 | Полупрезидентска република              | Федерална полу-президентска република |
| Официален език                               | Арабски                                 | Руски                                 |
| Брутен вътрешен продукт (номинална стойност) | 140 848                                 | 2 110 000                             |

## Побратимени градове
- Екатеринбург и Анаба от 14 август 2009
- Казан и Тлемсен от 15 ноември 2010

## История на отношенията между Алжир и Руската федерация

### Епохата на емир Абдел Кадер (XIX век)
Първите отношения между Русия и Алжир датират от юни 1860 по време на кланетата на християни в Дамаск, когато емир Абдел Кадер се застъпва за християните, като една голяма част от тях подслонява в собствения си дом. Между тях е и вицеконсулът на Руската Империя от онова време М.Макеев. За тази постъпка емир Абдел Кадер получава орден „Меджидие“ първа степен от Султана по искане на Алексей Лобанов-Ростовски, посланик на Руската империя в Константинопол.

### Епохата на Войната за независимост 1954 -1962
През 1954 г. в Алжир е създаден Фронт за национално освобождение, чиято цел е отхвърлянето на френското господство и извоюването на независимостта на страната. По време на войната се оформят Руско-Алжирските отношения. Русия (бившия СССР) предлага помощта си пред Съвета за сигурност на Организацията на обединените нации по време на „алжирският въпрос“ през юни 1956 г.и е единствената страна членка която гласува „за“. През ноември 1960 СССР изпраща медицински кораби в Алжир в помощ на ранените от войната. На 7 октомври 1960 г. в Ню Йорк, СССР признава Алжирската народно-демократична република, но юридически това става на 19 март 1962 г. и през октомври същата година първият съветски посланик пристига в Алжир.

### От 60-те години до разпадането на СССР през 1991

#### Разминиране на Алжирските граници (1962 – 1964)
Първата група от десет руски офицери, специализирани в разминирането пристига в Алжир на 11 октомври 1962 г. Тази група е съставена най-вече от опитни инженери, взели участие във Втората Световна Война. На 27 юли 1963 г., двете страни подписват споразумение за безвъзмездно разминиране на алжирските територии от СССР.
По обезвреждането на минните полета по дължина на алжирските граници, минирани от френската армия, са работили две сапьорски групи. Първата е била разположена в Магния-западен Алжир, а втората в Ел Кала в източната част на страната.
Руските военни успяват да обезвредят над 1,5 милиона мини, разположени на площ от 1200 км по дължината на алжиро-тунизийската граница и от 800 km до 900 km, по дължината на алжиро-мароканската граница. Последната група руски сапьори напуска Алжир през 1965 г. по инициатива на първия секретар на КПСС и председател на министерския съвет на СССР Никита Хрушчов на 30 април 1964 г. С постановление на Висшия Съвет на СССР, Ахмед Бен Бела е отличен със званието „Герой на Съветския съюз и му е връчен „Ленински орден“ и медал „Златна звезда“.
През 1965 г. Ахмед Бен Бела е свален от власт чрез военен преврат и сменен от Хуари Бумедиен.

#### Отношения между Алжир и Руската Федерация в края на XX и началото на XXI век
През 90-те години на миналия век вследствие на вътрешни проблеми и в двете страни, се наблюдава спад в Руско-Алжирското сътрудничество. От една страна младата самостоятелна Руска Федерация (след разпадането на СССР) е изправена пред свои вътрешнополитически проблеми, от друга Алжир е отново в гражданска война.
Русия е официално призната от Алжир на 26 декември 1996 г.
Присъединяването на Алжир към средиземноморския диалог на НАТО през 2000 г., не среща одобрението на Руската Федерация.

## Руско-Алжирско сътрудничество

### Икономическо сътрудничество

#### Търговски обмен
| Години | Търговски обмен (в милиони $) |
| ------ | ----------------------------- |
| 2002   | 175                           |
| 2003   | 292                           |
| 2004   | 184                           |
| 2005   | 360                           |
| 2006   | 591                           |

Търговският обмен между Алжир и Русия не е толкова значим, колкото политическите отношения между двете страни.

#### Партньорство и изложения
През 2010 г. търговският представител на Руската Федерация в Алжир Алексей Шатилов предлага на Сайдал – алжирска фармацевтична компания сътрудничество в производството на инсулин.
От 3 до 7 май 2010 г. в изложбения център на Алжир, Русия взима участие в 13-о международно строително изложение. Руското строително предприятие „Соцпромстрой“ представя нова технология за бързо изграждане на самостоятелни къщи на много ниски цени (под 3 милиона динара). На международния алжирски панаир вземат участие десетина руски фирми.

#### Селскостопански износ
Алжир изнася 60 000 тона кайсии в Русия и други страни от Европа всяка година, както и картофи (56 тона през 2011). Русия от своя страна, изнася пшеница в Алжир.

#### Културни връзки
Последното посещение на алжирски артисти в Москва е през 1989 г., но организираните на 27 април 2010 г. в Москва и Санкт-Петербург „Дни на Алжир“, поставят началото на нова ера в развитието на културните отношения на двете държави. Руската столица е посетена от официална алжирска делегация ръководена от министъра на културата Халида Туми. В Държавния централен музей по съвременна история на Русия в Москва, са изложени творбите на девет алжирски автора. В театъра на киноактьора в Москва и в „Домът на офицерите“ в Санкт Петербург се изнасят гала концерти на Националния алжирски балет и група „Мадар“, а също така и представления на Джамел Ларуси и Шаба Захуания. В продължение на една седмица в руските кина се прожектират алжирски филми.
През 2011 в алжирските градове Алжир, Оран и Константин се организират „Дни на руската култура“.

#### Сътрудничество в пазара на природен газ и петрол
През 2006 година, алжирската национална компания Сонатрак (Sonatrach) подписва в Москва меморандум с руската петролна компания Лукойл (Lukoil) за двустранно сътрудничество. Руската компания планира да открие представителство в Алжир.
„Газпром“ е също заинтересуван от сближаване с Алжир. Делегация е посетила Алжир в края на май 2006, за да обсъди, по-специално, сътрудничество в обработката и добив на втечнен природен газ. Това е стратегически съюз между тези два гиганта в производството на петрол и газ, който ще укрепи позицията на Алжир и Русия в рамките на Европейския съюз.
Руският президент Димитрий Медведев посети Алжир на 6 октомври 2010, по покана на алжирския президент. Една от основните теми бе именно обсъждането за сътрудничество между двете страни, ключови участници в пазара на газ.
Добър пример за сътрудничество и координация дават Алжир и Русия, казва Анатолий Деметриус, директор на руския Институт за петрол и газ, защото са доставчици за Европа, но в различни географски коридори (руските газопроводи минават през Беларус, Украйна и други страни от Източна Европа, а алжирските минават през Мароко и Тунис за доставка в Западна Европа)

### Военно Сътрудничество
През ноември 2002 г. Русия стартира първият алжирски спътник за предотвратяване на бедствия, Алсат-129. Този сателит бе изстрелян в орбита от руския Космос-3М. През октомври 2004 г. руската Федерална космичека агенция и алжирската Космическа агенция подписват меморандум за сътрудничество в космоса.
През април 2006 г. руският военен кораб Калиниград е спрян в Оран за маневри с алжирските военноморски сили, след това се премества в Алжир за официални срещи с борда.
През март 2006 г. се подписва военно споразумение между двете страни, по време на посещението на руския президент Путин в Алжир. Споразумението обхваща доставката на 36 руски изтребители МиГ-29, Су-30 28, 14 Як-130 и 8 мобилни многоканални ракети земя-въздух С-300, както и 300 танка Т-90 за общо 3,5 милиарда долара. Чрез осъщесвяването на тази покупка, Русия опростява алжирския дълг на стойност $ 4,7 млрд.
През 2010 г. Русия доставя на Алжир две подводници модел „Кило“.
По време на посещението на алжирския президент Абделазиз Бутефлика в Москва, е взето решение за съвместно сътрудничество в областта на ядрената енергетика и изграждането на атомна електроцентрала на територията на Алжир. Този проект трябва да бъде осъществен през 2018 г.

#### Руската военна техника в Алжир
Русия е основен доставчик на оръжия в Алжир
| Тип                                 | Предназначение                          | Размер                  | Дата на доставката                    | Произход                                 |
| Изтребител                          | Soukhoï Su-30 MKA                       | 56                      | Последна доставка през март 2010 (16) | Съветски военновъздушни сили             |
| Изтребител                          | MiG-29 S                                | 74                      |                                       | Съветски военновъздушни сили             |
| Бомбардировач                       | Sukhoï Su-24 MK/MK2                     | 39 (4)                  |                                       | Съветски военновъздушни сили             |
| Товарни самолети                    | IL-76 TD                                | 32                      |                                       | Съветски военновъздушни сили             |
| Разознавателен изтребител           | Mig-25 PDS/RBSh                         | 12 (3)                  |                                       | Съветски военновъздушни сили             |
| Учебен летателен апарат             | Yakovlev Yak-130                        | 22                      | от 2009                               | Военновъздушни сили на Руската федерация |
| Въздушно зареждане                  | IL-78 Midas                             | 6                       |                                       | Военновъздушни сили на Руската федерация |
| Хеликоптер                          | Kamov Ka-32                             | 15                      |                                       | Съветски военновъздушни сили             |
| Хеликоптер                          | Mi-24                                   | 66                      |                                       | Съветски военновъздушни сили             |
| Хеликоптер                          | Mi-171                                  | 118                     |                                       | Съветски военновъздушни сили             |
| Хеликоптер                          | Mi-8                                    | 12                      |                                       | Съветски военновъздушни сили             |
| Хеликоптер                          | Mi-2                                    | 24                      |                                       | Съветски военновъздушни сили             |
| Подводница                          | Kilo 877EKM                             | 2                       | от 1987                               | Военноморски флот на СССР                |
| Танк                                | T-55amv                                 | 320                     |                                       | Червена армия                            |
| Танк                                | T-62                                    | 330                     |                                       | Червена армия                            |
| Танк                                | T-72AG и T72M1M                         | 500                     |                                       | Червена армия                            |
| Бронетранспортьор                   | BMP-1; BMP-2; BTR-50; BTR-60 BTR-80.    | 700; 389; 90; 400; 300. |                                       | Червена армия                            |
| Бронирана кола                      | BRDM-2                                  | 224                     |                                       | Червена армия                            |
| Реактивна система за залпов огън    | Katioucha; BM-14 и BM-16; BM-21; BM-24. | 68; 48; 30.             |                                       | Червена армия                            |
| Самоходна противовъздушна установка | ZSU-23-4                                | 219                     |                                       | Червена армия                            |
| ----------------------------------- | --------------------------------------- | ----------------------- | ------------------------------------- | ---------------------------------------- |

## Визити
| Година | В Алжир | В Русия |
| ------ | --- | --- |
| 2001   | | Абделазиз Бутефлика, президент на Алжир.                                                                      |
| 2002   | | Чакиб Келил, министър на енергетиката и минното дело.                                                         |
| 2003   | | Абделазиз Белкадем, министър на външните работи.                                                              |
| 2005   | Сергей Лавров, министър на външните работи. Сергей Миронов, Председател на Съвета на федерацията (горната камара на Федералното Събрание). | Ахмет Гайд Сала, началник на Генералния щаб. Абделкадер Бенсала, председател на „Съвета на нацията“.          |
| 2006   | Владимир Путин, президент на Русия. Юри Балюиевски, началник на Генералния щаб.                                                            | Чакиб Келил, министър на енергетиката и минното дело. Абделкадер Бенсала, председател на „Съвета на нацията“. |
| 2007   | Виктор Борисович Кристенко, министър на енергетиката и промишлеността.                                                                     | Мохамед Бедджауй, министър на външните работи.                                                                |
| 2008   | | Абделазиз Бутефлика, президент на Алжир.                                                                      |
| 2010   | Дмитрий Медведев, президент на Руската федерация                                                                                           | |

## Споразумения
Много двустранни споразумения са подписани между Русия и Алжир.
По време на посещението на алжирския президент Абделазиз Бутефлика
в Москва през април 2001 г. са подписани:
- Декларация за стратегическо партньорство;
- Протокол за политически консултации между министерствата на външните работи;
- Споразумение за сътрудничество в областта на културата, науката, образованието, спорта и туризма.

По време на посещението на Путин в Алжир през март 2006 г., Абделазиз Бутефлика и руския президент подписали:
- Споразумение за икономически, търговски и финансови отношения както и третирането на дълга;
- Спогодба за избягването на двойно данъчно облагане.
- Създаването на руско-алжирски търговски съвет.
- протокол за сътрудничеството между търговско промишлената палата на двете страни.

На 18 февруари 2008 г. бе подписано споразумение за въздухоплаване между двете страни. 14 август 2009 г., споразумение за побратимяване на градовете Екатеринбург и Аннаба. През ноември 2009 г. бе подписан меморандум за сътрудничество между Министерството на вероизповеданията, в Алжир, и Съвета на мюфтиите в Русия.
През октомври 2010 г. президента на Руската деферация Димитрий Медведев е подписал с алжирския президент Бутефлика:
- Споразумение за сътрудничество между Института по дипломация и международни отношения и Руската дипломатическа академия.
- Споразумение за морски транспорт.
- Споразумение за сътрудничество между Икономическия и социален съвет и Обществената палата на Русия.
- Меморандум за разбирателство между Алжирския институт по стандартизация и Федералната Агенция за техническо регулиране и метрология.